# Tour de Romandía 1995
La 49.ª edición del Tour de Romandía se disputó del 2 de mayo al 7 de mayo de 1995 con un recorrido de 888,8 km dividido en un prólogo inicial y 6 etapas, con inicio en Bernex, y final en Ginebra.
El vencedor fue el helvético Tony Rominger, cubriendo la prueba a una velocidad media de 39,1 km/h.

## Etapas[1]
| Etapa   | Recorrido           | Km    | Ganador          |
| Prólogo | Bernex              | 6,1   | Tony Rominger    |
| 1.ª     | Ginebra-Delémont    | 203,3 | Beat Zberg       |
| 2.ª     | Delémont-Villeneuve | 178,7 | Mario Cipollini  |
| 3.ª     | Villeneuve-Nax      | 163,3 | Tony Rominger    |
| 4.ªa    | Nax-Avenches        | 136,4 | Tony Rominger    |
| 4.ªb    | Avenches            | 26,3  | Giovanni Fidanza |
| 5.ª     | Avenches-Ginebra    | 174,7 | Mario Cipollini  |

## Clasificaciones
Así quedaron los diez primeros de la clasificación general de la segunda edición del Tour de Romandía
| \| 1. \| Tony Rominger \| Suiza \| 22h 42'25" \| \| \| 2. \| Francesco Casagrande \| Italia \| + 2'33" \| \| \| 3. \| Piotr Ugrumov \| Letonia \| + m.t. \| \| \| 4. \| Davide Rebellin \| Italia \| + 4'12" \| \| \| 5. \| Beat Zberg \| Italia \| + 4'12" \| \| \| 6. \| Oliverio Rincón \| Colombia \| + 4'35" \| \| \| 7. \| Claudio Chiappucci \| Italia \| + 6'02" \| \| \| 8. \| Oscar Pellicioli \| Italia \| + 6'21" \| \| \| 9. \| Pavel Tonkov \| Rusia \| + 6'22" \| \| \| 10. \| Jesus Montoya \| España \| + 6'30" \| \| |                      |          |            |  |
| 1. | Tony Rominger        | Suiza    | 22h 42'25" |  |
| 2. | Francesco Casagrande | Italia   | + 2'33"    |  |
| 3. | Piotr Ugrumov        | Letonia  | + m.t.     |  |
| 4. | Davide Rebellin      | Italia   | + 4'12"    |  |
| 5. | Beat Zberg           | Italia   | + 4'12"    |  |
| 6. | Oliverio Rincón      | Colombia | + 4'35"    |  |
| 7. | Claudio Chiappucci   | Italia   | + 6'02"    |  |
| 8. | Oscar Pellicioli     | Italia   | + 6'21"    |  |
| 9. | Pavel Tonkov         | Rusia    | + 6'22"    |  |
| 10. | Jesus Montoya        | España   | + 6'30"    |  |